# Natació als Jocs Olímpics d'estiu de 1896 - 500 metres lliures masculins
Els 500 metres lliures masculins fou una de les quatre proves del programa olímpic de natació dels Jocs Olímpics d'Atenes de 1896. Hi van prendre part 3 nedadors en representació de dos països. Paul Neumann guanyà la primera medalla d'or per a Àustria. Alfréd Hajós tenia intenció de participar en aquesta prova, però el fet de disputar-se en acabar els 100 metres ho impedí.

## Medallistes
| Or                 | Plata                  | Bronze                     |
| Paul Neumann (AUT) | Antonios Pepanos (GRE) | Efstathios Chorophas (GRE) |

## Resultats
| Posició | Nedador              | País    | Temps      |
| ------- | -------------------- | ------- | ---------- |
| Or      | Paul Neumann         | Àustria | 8'12,6"    |
| Argent  | Antonios Pepanos     | Grècia  | 9'57,6"    |
| Bronze  | Efstathios Chorophas | Grècia  | desconegut |